# William Shatner
William "Bill" Shatner (født 22. marts 1931 i Montréal i provinsen Québec i Canada) er en Emmy- og Golden Globe-vindende canadisk skuespiller, forfatter, musiker og filminstruktør, mest kendt for rollen sin som kaptajn James T. Kirk på USS Enterprise i tv-serien Star Trek: The Original Series fra 1966 til 1969 og i de syv efterfølgende film. Han spillede også titelrollen som veteran-politimanden i T.J. Hooker fra 1982 til 1986, som gik på ABC og CBS, rollen som Denny Crane i tv-serien Boston Legal samt rollen som Dr. Edison Milford Goodson III i tv-serien $#*! My Dad Says.
Shatner har udgivet to musikalbum, The Transformed Man fra 1968 og Has Been fra 2004. Han har også skrevet en del bøger, både selvbiografiske og fiktion.

## Udvalgt filmografi

### Film
| År   | Titel                                    | Rolle         | Note            |
| ---- | ---------------------------------------- | ------------- | --------------- |
| 1979 | Star Trek                                | James T. Kirk |                 |
| 1982 | Star Trek II - Khans hævn                | James T. Kirk |                 |
| 1984 | Star Trek III - Jagten på Spock          | James T. Kirk |                 |
| 1986 | Star Trek IV - Rejsen tilbage til Jorden | James T. Kirk |                 |
| 1989 | Star Trek V: The Final Frontier          | James T. Kirk | Også instruktør |
| 1991 | Star Trek VI: The Undiscovered Country   | James T. Kirk |                 |
| 1994 | Star Trek: Generations                   | James T. Kirk |                 |
| 2002 | American Psycho II: All american girl    | Starkman      |                 |

### Tv-serier
| År       | Titel                          | Rolle                           | Note                     |
| -------- | ------------------------------ | ------------------------------- | ------------------------ |
| 1960, 63 | The Twilight Zone              | Bob Wilson / Don Carter         | To afsnit                |
| 1965     | For the People                 | David Koster                    | 13 afsnit                |
| 1966–69  | Star Trek: The Original Series | James T. Kirk                   | 79 afsnit                |
| 1982–86  | T. J. Hooker                   | Thomas Jefferson "T. J." Hooker | 90 afsnit                |
| 1998     | Herkules                       | Jason                           | Stemme, enkelt afsnit    |
| 1989–96  | Liv eller død                  | Vært                            | 186 afsnit og 2 specials |
| 2004–08  | Boston Legal                   | Denny Crane                     | 101 afsnit               |
| 2010–11  | $#*! My Dad Says               | Dr. Edison "Ed" Milford Goodson | 18 afsnit                |
| 2016     | Murdoch Mysteries              | Mark Twain                      | 116 afsnit               |